# Levante almeriense
La Comarque de Levante almeriense est une des sept comarques de la Province d'Almería. Cette comarque rassemble treize communes : Antas, Bédar, Carboneras, Cuevas del Almanzora, Garrucha, Huércal-Overa, Los Gallardos, Lubrín, Mojácar, Pulpí, Sorbas, Turre, et Vera. 

## Communes de la comarque
| Villes               | Habitants | Superficie km2 | Habitants/km2 |
| -------------------- | --------- | -------------- | ------------- |
| Antas                | 3.124     | 100            | 31,57         |
| Bédar                | 824       | 46             | 17,91         |
| Carboneras           | 7.837     | 95             | 79,03         |
| Cuevas del Almanzora | 13665     | 263            | 43,43         |
| Garrucha             | 8.666     | 8              | 50,85         |
| Huércal-Overa        | 18.649    | 318            | 50,85         |
| Los Gallardos        | 2.841     | 35             | 89,31         |
| Lubrín               | 1.440     | 138            | 12,56         |
| Mojácar              | 6.330     | 72             | 88,97         |
| Pulpí                | 7.537     | 96             | 78,51         |
| Sorbas               | 2.836     | 249            | 11,39         |
| Turre                | 3.317     | 108            | 28,19         |
| Vera                 | 11.159    | 58             | 192,40        |
| Total                | 90.981    | 1.586          | 51,90         |